# Lisse
Lisse
- hollandiai község
- falu
- lakott terület Hollandiában

Hollandiában, Dél-Holland tartományban. Lakosainak száma 22 982.

## Földrajza
Lisse Dél-Holland tartományban fekszik; határos Hillegom, Haarlemmermeer és Noordwijkerhout településekkel.

## Háztartások száma
Lisse háztartásainak száma az elmúlt években az alábbi módon változott:
| Háztartások száma | 9590 | 9876 | 9813 | 9757 | 9776 | 9888 |
|                   | 2010 | 2011 | 2012 | 2013 | 2014 | 2015 |